# Distrito de Neumarkt en el Alto Palatinado
Neumarkt en el Alto Palatinado (en alemán: Neumarkt in der Oberpfalz) es uno de los 71 distritos en que está dividido administrativamente el estado alemán de Baviera.

## Ciudades y municipios
| Ciudades                                                                | Municipios                                                                |                                                                                               |
| ----------------------------------------------------------------------- | ------------------------------------------------------------------------- | --------------------------------------------------------------------------------------------- |
| 1. Berching 2. Dietfurt 3. Freystadt 4. Neumarkt 5. Parsberg 6. Velburg | 1. Berg 2. Berngau 3. Breitenbrunn 4. Deining 5. Hohenfels 6. Lauterhofen | 1. Lupburg 2. Mühlhausen 3. Pilsach 4. Postbauer-Heng 5. Pyrbaum 6. Sengenthal 7. Seubersdorf |